# Hallermund (Adelsgeschlecht)

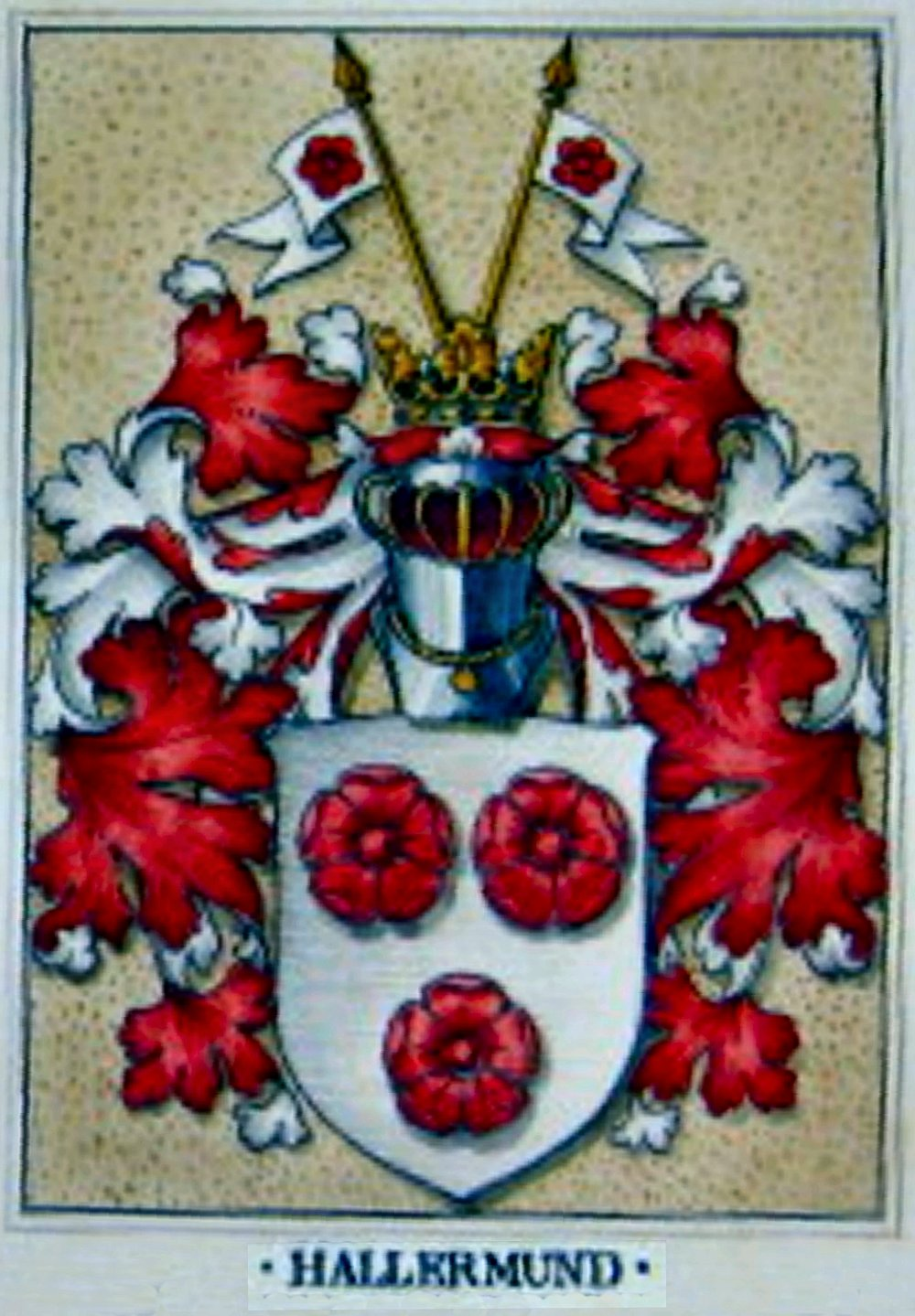
Wappen der Grafen von Hallermund

Hallermund (auch Hallermundt, Hallermunt o. ä.) ist der Name eines erloschenen niedersächsischen Grafengeschlechts, bei dem es sich um eine Seitenlinie der Grafen von Kevernburg handelte. 
Das Geschlecht ist von den pommerschen Platen-Hallermund, die 1704 die Grafschaft Hallermund erwarben, zu unterscheiden.

## Geschichte

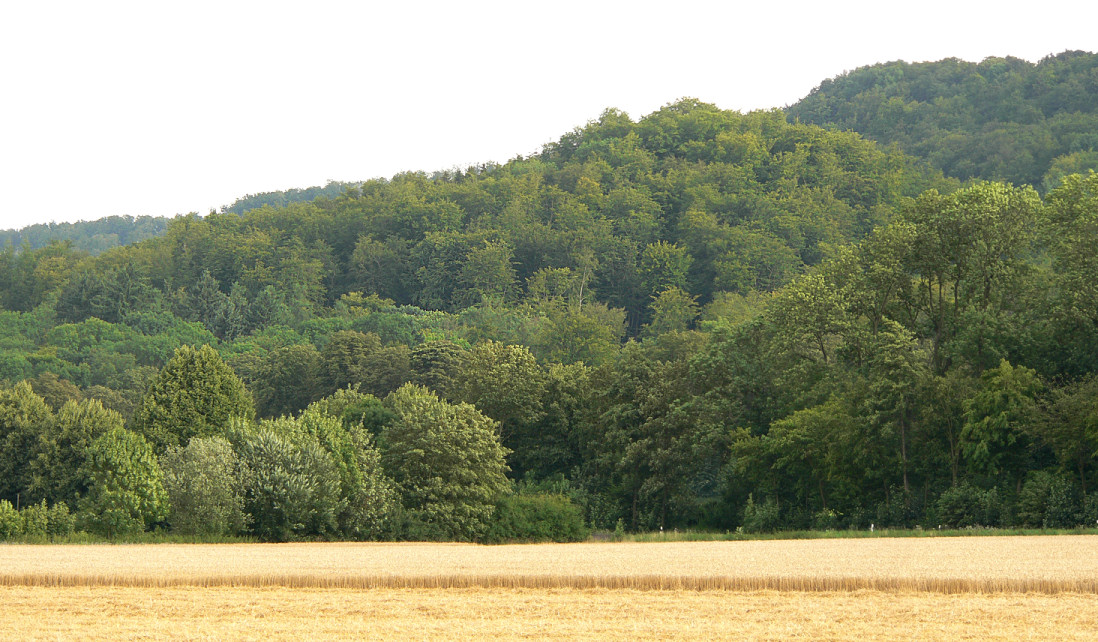
Hallermundskopf, ehemaliger Standort der Burg Hallermund

Das Dynastengeschlecht kam mit Ludolf II. von Hallermund, Sohn des Grafen Günter II. von Käfernburg, in das Bistum Hildesheim, wo er 1195 die Burg und Grafschaft Hallermund erhielt, nachdem ein vormaliger Graf von Hallermund im Dritten Kreuzzug gestorben und die an den Bischof von Hildesheim verpfändete Burg nicht wieder eingelöst worden war.
Die Grafen von Hallermund waren hauptsächlich im Herzogtum Braunschweig und Lüneburg begütert, aber auch in den Stiften Magdeburg und Halberstadt, z. B. in Barneberg und Völpke, sowie in Lügde im Stift Paderborn.
1209 erscheint Graf Ludolph de Halremunt, Kanoniker des Stifts Riga, als Zeuge in einer Urkunde des Bischofs von Riga.
1435 wurde die Burg Hallermund nach einer Fehde geschleift. Daraufhin machten die Hallermund die Burg Springe zu ihrem Stammsitz. Das Geschlecht erlosch im Mannesstamm mit dem Tod von Wulbrand von Hallermund im Jahr 1436.

## Persönlichkeiten
- Ludolf II. von Hallermund († 1256), ab 1195 Graf von Hallermund-Loccum
- Wulbrand von Hallermund († 1436), 1398–1406 Abt von Corvey, danach bis zu seinem Tod Bischof von Minden, Letzter des Geschlechts derer von Hallermund

## Wappen
Blasonierung des Stammwappens: In Silber drei (2:1) fünfblättrige rote Rosen. Auf dem Helm mit rot-silbernen Helmdecken zwei silberne Fahnen mit je einer roten Rose.
Das Wappen der Hallermund im Baltikum zeigt dagegen in Blau drei sechsblättrige silberne Rosen. Die Helmdecken und Fahnen sind blau-silbern. Das Wappen der Stadt Springe lehnt sich an das Wappen derer von Hallermund an.

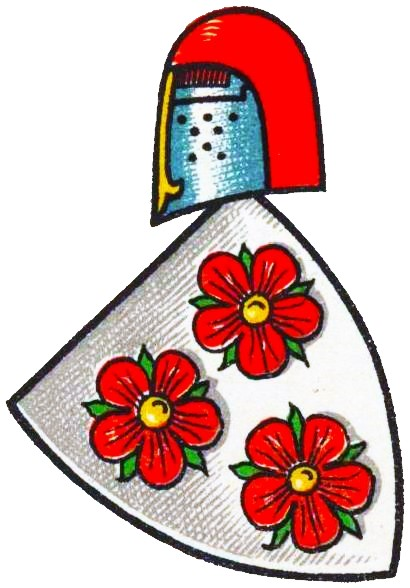
Wappen der Grafen von Hallermund im Wappenbuch des Westfälischen Adels
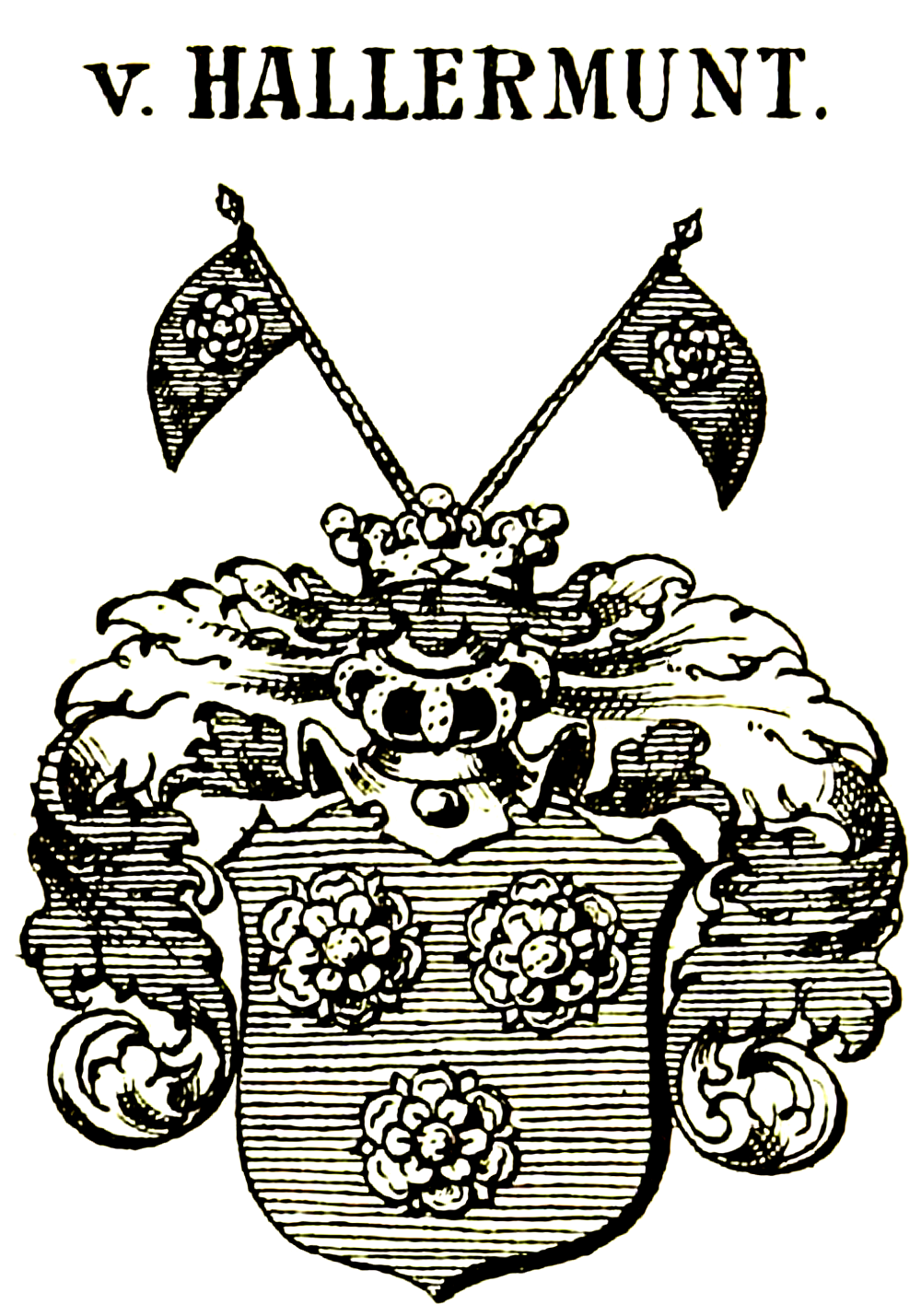
Wappen der baltischen Hallermunt in Siebmachers Wappenbuch
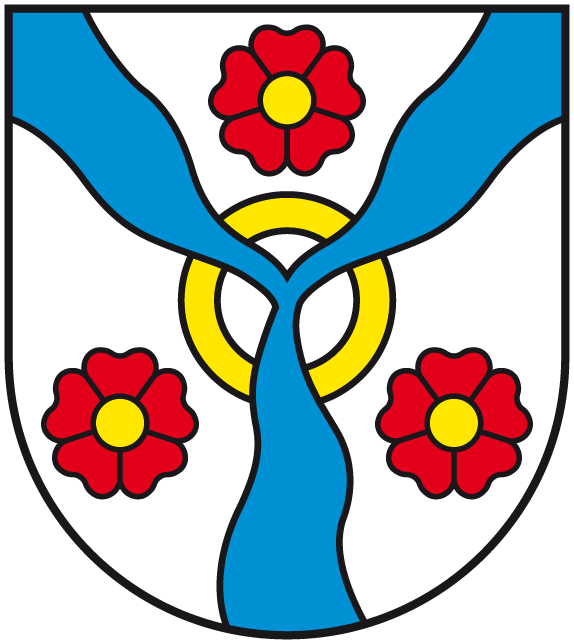
Springer Stadtwappen